# Estnischer Fußballpokal 2003/04
Der Estnische Fußballpokal 2003/04 war die 14. Austragung des estnischen Pokalwettbewerbs der Männer.
Pokalsieger wurde der FC Levadia Tallinn. Das Team bezwang am 20. Mai 2004 Titelverteidiger FC TVMK Tallinn im Finale mit 3:0.

## Teilnehmende Teams
- Meistriliiga (8 Teams): FC Kuressaare, FC Levadia Tallinn, FC Maardu, FC Flora Tallinn, JK Trans Narva, FC TVMK Tallinn, FC Valga, Viljandi JK Tulevik

- Esiliiga (5 Teams): FC Ajax Estel Tallinn, FC Lootus Kohtla-Järve, JK Pärnu Tervis, Tallinna JK, JK Tammeka Tartu

- II Liiga (4 Teams): FC Elva, Dünamo Tallinn, FC Hansa United, HÜJK Emmaste

- III Liiga (1 Team): FC Hansa United

- IV Liiga (2 Teams): FC Eston Villa, FC Toompea

## 1. Runde
Teilnehmer: Zweitligist JK Tammeka Tartu, vier Drittligisten, ein Viertligist und zwei Fünftligisten. 
| Datum      |                 | Ergebnis |                  |
| ---------- | --------------- | -------- | ---------------- |
| 09.09.2003 | FC Hansa United | 1:3      | FC Elva          |
| 09.09.2003 | Sörve JK        | 5:0      | FC Eston Villa   |
| 09.09.2003 | HÜJK Emmaste    | 2:6      | JK Tammeka Tartu |
| 09.09.2003 | FC Toompea      | 0:5      | Dünamo Tallinn   |

## Achtelfinale
Teilnehmer: Die vier Sieger der 1. Runde, vier weitere Zweitligisten 2003 und alle acht Erstligisten 2003, die auswärts antraten.
| Datum      |                        | Ergebnis |                     |
| ---------- | ---------------------- | -------- | ------------------- |
| 08.11.2003 | FC Ajax Estel Tallinn  | 0:4      | FC TVMK Tallinn     |
| 08.11.2003 | FC Lootus Kohtla-Järve | 3:0      | Viljandi JK Tulevik |
| 08.11.2003 | Dünamo Tallinn         | 2:3      | JK Trans Narva      |
| 08.11.2003 | JK Tammeka Tartu       | 1:9      | FC Flora Tallinn    |
| 08.11.2003 | Sörve JK               | 0:2      | FC Kuressaare       |
| 08.11.2003 | Tallinna JK            | 0:2      | FC Valga            |
| 08.11.2003 | JK Pärnu Tervis        | 0:2      | FC Flora Tallinn    |
| 09.11.2003 | FC Elva                | 0:9      | FC Maardu           |

- FC Maardu >> FC Levadia Tallinn
- FC Levadia Tallinn >> FC Levadia Tallinn II
- FC Lootus Kohtla-Järve >> FC Lootus Alutaguse

## Viertelfinale
Der FC Kuressaare war der letzte verbliebene Zweitligist.
| Datum             |                    | Gesamt |                       | Hinspiel | Rückspiel |
| ----------------- | ------------------ | ------ | --------------------- | -------- | --------- |
| 18.04./15.04.2004 | FC Flora Tallinn   | 7:1    | FC Levadia Tallinn II | 3:0      | 4:1       |
| 19.04./15.04.2004 | FC TVMK Tallinn    | 13:20  | FC Kuressaare         | 3:0      | 10:20     |
| 20.04./14.04.2004 | FC Levadia Tallinn | 6:0    | FC Lootus Alutaguse   | 3:0      | 3:0       |
| 20.04./14.04.2004 | JK Trans Narva     | 6:1    | FC Valga              | 3:1      | 3:0       |

## Halbfinale
| Datum             |                    | Gesamt |                  | Hinspiel | Rückspiel |
| ----------------- | ------------------ | ------ | ---------------- | -------- | --------- |
| 29.04./12.05.2004 | FC Levadia Tallinn | 5:4    | FC Flora Tallinn | 5:2      | 0:2       |
| 29.04./12.05.2004 | JK Trans Narva     | 4:5    | FC TVMK Tallinn  | 4:2      | 0:3       |

## Finale
| Paarung            | FC Levadia Tallinn – FC TVMK Tallinn |
| Ergebnis           | 3:0 (2:0) |
| Datum              | 20. Mai 2004 |
| Stadion            | Kadrioru staadion, Tallinn |
| Zuschauer          | 350 |
| Schiedsrichter     | Raivo Lattik |
| Tore               | 1:0 Marius Dovydenas (10.) 2:0 Vladimir Voskoboinikov (16.) 3:0 Konstantin Nahk (90.) |
| FC Levadia Tallinn | Artur Kontenko – Sergei Hohlov-Simson, Vitoldas Cepauskas, Tihhon Šišov (46. Andrus Mitt), Dmitri Kruglov (29. Andrei Kalimullin) – Marius Dovydenas, Maksim Rõtskov (68. Mati Pari), Vladimir Voskoboinikov, Konstantin Nahk – Konstantin Vassiljev, Vitali Leitan Cheftrainer: Tarmo Rüütli |
| FC TVMK Tallinn    | Sergei Ussoltsev – Vadim Seero, Toomas Kallaste, Eduard Sarajev (46. Tarmo Neemelo), Maksim Kisseljov – Deniss Malov, Indro Olumets (44. Andrei Kostin), Andrei Borissov, Maksim Smirnov – Andrei Krõlov (46. Ingemar Teever), Egidijus Juška Cheftrainer: Sergei Ratnikov                    |
| Gelbe Karten       | Andrei Kalimullin, Andrus Mitt – Maksim Kisseljov, Deniss Malov, Andrei Krõlov |